# Наумівка (Корюківський район)
Нау́мівка — село в Україні, у Корюківській міській громаді Корюківського району Чернігівської області. Населення становить 1423 осіб. До 2016 орган місцевого самоврядування — Наумівська сільська рада, якій підпорядковані села Андроники, Високе, Переділ, Спичувате, Турівка.

## Географія
Село розташоване за 9 км від районного центру і залізничної станції Корюківка. Висота над рівнем моря — 135 м.

## Демографія
За даними сайту Верховної Ради України у Наумівці станом на початок 2012 року мешкає 1423 жителі.
| 1966 |  | 1997 | 1988 | 2012 |
| ---- |  | ---- | ---- | ---- |
| 958  |  | 1745 | 1538 | 1423 |
| ▲    |  | ▲    | ▼    | ▼    |

## Історія
Село відоме з початку XVII ст.
У 1760-х — 1782 роках у селі великим власником був генеральний осавул Глухівського періоду в історії України Іван Михайлович Скоропадський (1727—1782). У нього було 23 двори (43 хати) посполитих, 18 дворів підсусідків та шинок.
До ХХ ст. існував цукровий завод.
В 1858 р. козацька громада Наумівки складалася з 134 осіб, які належали до таких родів: Васько, Епімох, Зоркин, Рубан, Руденко, Рябченко, Рябчун, Скрипка, Трухан, Чех.
Дерев'яна Михайлівська церква була перебудована у 1861 році. Також в селі була земська школа, а раз на рік відбувався ярмарок.
Першу радянську окупацію встановлено у 1917 році. Після того село кілька разів змінювало владу. Остаточно ствердився більшовицький режим.
Під час примусової колективізації, у 1929 році, було створене колгосп «Перемога».
У Національній книзі пам'яті жертв Голодомору 1932—1933 років в Україні перелічено 6 жителів села, що загинули від голоду. За свідченнями очевидців:
|  | У 1933 року наприкінці літа йшли безперервні дощі: на городах все повимокало. Люди їли листя, кору. Весною збирали гнилу картоплю, обрізали її, вимочували крохмаль, і пекли з нього оладки. Додавали в тісто просяну шарийку (полову). Їли молочні продукти, адже в багатьох були корови. Колгосп допомагав: видавали на руки по 2-3 кг зерна. Це була плата за працю. Коли вродило жито, то більшу частину здали державі, а що залишилося, то віддавали людям. У цей час у селі побудували «кірпічний завод» (так у селі усі називають цегельню). Директором його був наумівський чоловік, він теж допомагав людям, чим міг. Але допомога поширювалася тільки на колгоспників. Від голоду у селі помер один чоловік: батько Михайла Улитича. Він ходив пухлим. На нього ходили дивитися, бо до цього такого не бачили, але дати поїсти боялися, бо голова заборонив допомагати тим, хто відмовлявся записуватися до колгоспу. З інших сіл приходили голодні люди і обмінювали на картоплю свої речі: хустки, ковдри, простирадла. Вовняну хустку віддавали за буханку хліба. Чимало наумівчан нажилося за їхній рахунок. Голод був не таким страшним, бо голова колгоспу був доброю людиною. Він мав багато родичів і помагав їм. |

Під час Голодомору наумівчанин Йосиф Ігнатович Штихно був членом буксирної бригади. Виявивши у сільському дворі яму з зерном, Йосиф Штихно, ризикуючи бути викритим, не повідомляв про це бригаду. Завдяки йому багато селян Романівської Буди, де проводилися пошуки продовольства, змогли врятувати свої останні запаси.
У Другій світовій війні на фронті та у партизанському русі брали участь 520 мешканці села, 153 з яких загинули.
12 червня 2020 року, відповідно до розпорядження Кабінету Міністрів України № 730-р «Про визначення адміністративних центрів та затвердження територій територіальних громад Чернігівської області», увійшло до складу Корюківської міської громади.
19 липня 2020 року, в результаті адміністративно-територіальної реформи та ліквідації колишнього Корюківського району, село увійшло до складу новоутвореного Корюківського району.

## Відомі люди
Уродженцями Наумівки є Герої Радянського Союзу Михайло Лучок (1918—1944) та Федір Стрілець (1910—1944). Дві вулиці села названі їх іменами.